# 누자베스
누자베스(Nujabes, 일본어: ヌジャベス, 1974년 2월 7일 ~ 2010년 2월 26일)는 일본의 힙합 프로듀서이자 DJ이다. 누자베스라는 이름은 그의 필명인 세바 준(瀬葉 淳, Seba Jun)의 영문 철자를 거꾸로 나열한 것이다.
2003년 《Metaphorical Music》, 2005년 《Modal Soul》의 두 장의 스튜디오 앨범을 냈으며 2011년에 앨범 《Spiritual State》가 사후 발매되었다. 독립 레이블인 하이드아웃 프로덕션(Hydeout Productions)을 설립하였으며 2003년과 2007년에 컬렉션 컴필레이션 앨범을 내었다. 또한 2004년 와타나베 신이치로의 TV 애니메이션 시리즈 《사무라이 참프루》의 사운드트랙을 협업하였다.
2010년 2월 26일 일본, 도쿄도, 미나토구의 고속도로 근처에서 교통사고를 당하여 사망하였다.

## 음반

### 앨범
- Metaphorical Music (2003.08.21)
- Modal Soul (2005.11.11)

### 기타
- Hyde Out Productions First Collection (2003.04.23)
- Bullshit As Usual/Pase Rock (2003.04.25)
- Samurai Champloo Music Record "departure" (2004.06.23)
  - 1.battlecry(feat.Shing02)
  - 2.the space between two world
  - 3.aruarian dance
  - 4.transcendence
  - 5.mystline
  - 6.1st samurai
  - 17.四季の唄
- Samurai Champloo Music Record "impression" (2004.9.22)
  - 8.A Space In Air In Space (Interlude)
  - 9.Sanctuary Ship
  - 10.Haiku (Interlude)
  - 11.Tsurugi No Mai
  - 12.Dead Season
  - 13.Decade (Interlude)
  - 14.World Without Word
  - 15.Kodama (Interlude)
  - 16.Silver Morning
  - 23.Who's Theme
- Hyde Out Productions / 2nd Collection (2007.11.11)
- Uyama Hiroto / a son of the sun (2008.07.16)
- Kenmochi Hidefumi / Fallicia (2008.11.05)